# Леонтій I Антіохійський
Леонтій I Антіохійський (пом. 357 або 358) — призначений аріанами патріарх Антіохійський; перебував на посаді 344—357.
За походженням був фригійцем з Малої Азії. Учень одного із засновників Антіохійської богословської школи Лукіана Антіохійського. Під час пресвітерства в Антиохії кастрував себе, аби уникнути пересудів через спілкування з прислужницею, за що був відлучений від церкви Євстахієм Антіохійським. Очевидно відновлений в сані після відходу Єфстахія від престолу. Наступник скинутого Стефана I, належав до ієрархів, які шукали компромісу між православними та аріанами.